# Phyllachora brevicarpa
Phyllachora brevicarpa är en svampart som beskrevs av Seaver ex Cif. 1961. Phyllachora brevicarpa ingår i släktet Phyllachora och familjen Phyllachoraceae.   Inga underarter finns listade i Catalogue of Life.